# Xã Rockford, Quận Renville, Bắc Dakota
Xã Rockford (tiếng Anh: Rockford Township) là một xã thuộc quận Renville, tiểu bang Bắc Dakota, Hoa Kỳ. Năm 2010, dân số của xã này là 47 người.